# Муми-тролли
Му́ми-тро́лли (швед. Mumintroll) — центральные персонажи серии книг финской шведскоязычной писательницы Туве Янссон. Книги были первоначально изданы на шведском языке, а затем переведены на десятки других языков, включая русский.
Миниатюрные существа, внешне похожие на таинственных маленьких зверей, ожившие игрушки или фигурки на детских рисунках. Имеют белые округлые тела с большими мордами, из-за которых напоминают игрушечных бегемотов. Являясь потомками скандинавских троллей, в далёком прошлом пришли из лесов в дома людей, чтобы стать неким подобием домовых и жить за печами; со временем, когда паровое отопление почти повсеместно вытеснило печное, им пришлось искать себе другие пристанища.
В книгах Туве Янссон повествуется об одной семье муми-троллей — Муми-семействе. Эта беззаботная и предприимчивая семья живёт в своём доме в Муми-долине (Мумидол), хотя в определённые периоды они жили в маяке и театре.

## Создание
Существует несколько версий того, как возник образ муми-тролля, но все они сходятся на том, что его графическое воплощение появилось не ранее 1930 года. Впервые изображение муми-тролля было опубликовано в качестве карикатуры в финском журнале Garm в 1940 году. Первая книга из серии работ о муми-троллях «Маленькие тролли и большое наводнение» была написана и проиллюстрирована в 1938 году, а из печати вышла 7 лет спустя. Однако настоящую популярность завоевала вторая повесть «Муми-тролль и комета» (1946), в которой было дано подробное описание Долины муми-троллей (Муми-дален), ставшей местом действия большинства последующих историй. Следующая книга — «Шляпа волшебника» (1949) — дала толчок «муми-буму» во многих странах мира.
Первоначально Туве Янссон именовала Муми-тролля (главного героя своих книг) Снорком и использовала его образ как своеобразную эмблему или подпись. Фигурка Снорка присутствовала на всех иллюстрациях и карикатурах, нарисованных Янссон. Снорк заметно отличался от более позднего образа Муми-тролля — он был более худым, имел длинный узкий нос и ушки, похожие на рожки (аналогичный облик имеют все муми-тролли на ранних иллюстрациях).

## Персонажи
Вселенная, созданная Туве Янссон, обширная и разносторонняя. Её главные персонажи:

### Муми-семья
Прообразом героев стала семья Янссон
- Муми-тролль — главный герой, альтр-эго писательницы[2]. Активный, честный и жизнерадостный подросток[3].
- Муми-мама — прообраз матери писательницы[4]. Считает своим ребёнком каждого, кто приходит к ней в дом, поэтому всегда ходит с сумкой с вещами, среди которых: сухие носки, леденцы, порошки от желудка[5]. Может исправить всё, что угодно. Спокойно отпускает детей гулять и многое разрешает[2][6]. Во время знакомства Муми-папа вытащил свою будущую жену из моря во время шторма[6].
- Муми-папа — был серьёзным и собранным, считал себя одарённым и иногда впадал в депрессию[2]. Сочетает в себе такие качества, как: заботливость и ветреность, спонтанность и решительность. Пишет мемуары, строит дом, любит смотреть на море[4][7].

### Друзья муми-семьи
- Снифф — друг Муми-тролля. Имеет длинный хвост, внешностью схож с крысёнком. Сын зверька Шнырька и зверюшки Сос и внучатый племянник Фредриксона. Капризен, труслив, немного жаден и склонен к занудству. Как сорока, любит всё яркое и блестящее. Нашёл свой грот (хоть и не совсем самостоятельно), о чём неустанно повторяет всем окружающим. Любит существ, которые меньше него самого. Любимая фраза: «Это приключение может быть опасно для такого маленького зверька, как я». Очень дорожит своим хвостом.
- Снусмумрик — Сын Мюмлы-мамы и Юксаре. Внешностью схож с человеком. Лучший друг Муми-тролля. Каждое лето проводит в Муми-доле, а осенью отправляется в дальние края. Знает всех птиц и животных. Неутомимый путешественник и искатель приключений, любит одиночество, курить трубку и играть на губной гармонике. Ненавидит запрещающие таблички и сторожей. Равнодушен к собственности. Живёт в палатке, которую всегда носит в своем рюкзаке.
- Домовой (в переводе Людмилы Брауде и Н. Беляковой Тролль) — дальний предок Муми-семейства. Судя по авторским рисункам, имеет лишь отдалённое сходство с муми-троллями. Живёт в Муми-доме за печкой. Согласно семейной легенде, когда-то все муми-тролли жили за печками в домах людей, но потом перебрались в Муми-дол.
- Снорк — брат фрёкен Снорк. Внешне очень похож на Муми-тролля, но, как и все снорки, меняет свой цвет в зависимости от настроения (естественный цвет — бледно-фиолетовый). Любит во всём наводить порядок и проводить собрания по любому поводу. Очень серьёзный и слегка заносчивый. Мечтает придумать «вычислительную машину, такую, чтобы решала… что хорошо, а что дурно».
- Фрёкен Снорк — сестра Снорка, подруга Муми-тролля. Вся покрыта мягким пухом, носит чёлку и золотой браслет на ноге (её естественный цвет, в отличие от брата, — светло-зелёный). Очень кокетлива, любит украшения и проводит много времени перед зеркалом. Очень сообразительна.
- Фредриксон, Шнырёк (в другом переводе - Шуссель) и Юксаре — спутники по кораблю «Морзской Аркестр» и просто друзья Муми-Папы. Последние двое — отцы Сниффа и Снусмумрика соответственно, а Фредриксон — родной дядя Шнырька.
- Зверушка Сос (в другом переводе - Муссель) — жена Шнырька и мать Сниффа.
- Привидение — «прежний владелец» дома, в котором жил Муми-папа с друзьями в молодости (описано в «Мемуарах»). Любит чёрный юмор, но не злобливо. Лучшие отношения достигнуты с Фредриксоном.
- Туу-тикки — существо женского пола. Как полноценный персонаж действует только в книге «Волшебная зима», упоминается в рассказах сборника «Дитя-невидимка» и встречается в некоторых комиксах, созданных Туве и Ларсом Янссонами. Туу-тикки живёт в домике на берегу моря, не испытывая особой потребности в общении с окружающим миром. Больше всего на свете любит лежать на земле и смотреть в небо. Но если к ней заходят гости, она всегда готова накормить их супом.

### Другие жители Муми-дола
- Хемуль — один из самых образованных жителей Долины. Довольно занудный, но в принципе добродушен, если его не злить. Любит командовать и никогда не признаёт своей неправоты. Коллекционировал почтовые марки, а собрав все марки мира, переключился на растения. Ходит в платье, которое ему досталось в наследство от тётки, в качестве приветствия использует книксен. Имеет многочисленных родственников (один из них, коллекционирующий бабочек, появляется в книге «Муми-тролль и комета»; другой, увлекающийся слаломом и лыжным спортом вообще, — в книге «Волшебная зима»).
- Ондатр (в переводе Брауде и Беляковой Выхухоль) — очень много «философствует» и любит, чтобы другие за ним ухаживали. Постоянно читает толстую книгу под названием «О ненужности всего сущего» (в некоторых переводах — «О тщете всего Сущего») и ожидает конца света.
- Малышка Мю — самая маленькая мюмла (по размеру, но не по возрасту). Ехидная и насмешливая, но не злая. Не умеет грустить, может только радоваться или сердиться. Любит шум.
- Мюмла — серьёзная девушка, стремится к самостоятельности и независимости. Любит свои роскошные волосы, которые всё время расчёсывает. Пытается (без особого успеха) воспитывать свою младшую сестру Малышку Мю.
- Филифьонка — нервная дамочка, очень боится насекомых и вечно куда-то спешит. Любит наводить порядок и готовить. Не любит родственников, но считает своей обязанностью проявлять к ним родственные чувства.
- Тофсла и Вифсла — два маленьких юрких создания неопределённого пола (в оригинале девочки, в некоторых переводах — мальчики). Говорят на непонятном языке. Никогда не расстаются со своим большим чемоданом. Любят молоко и содержимое своего чемодана.

### Чудовища
- Морра — чудовище женского пола, внешне похожее на медузу. Морра «чудовищно омерзительная», холодная и очень одинокая. Там, где она проходит, всё замерзает. Садится на любой огонь, который ей попадается, чтобы согреться, но тут же гасит его. Слово «Морра» обитатели Муми-дола используют как ругательство. Впоследствии, в книге «Папа и море», Муми-троллю удаётся её «разморозить», принося каждый вечер специально для неё лампу. Участие её трогает — Морра больше не замораживает всё вокруг и даже танцует для Муми-тролля.

### Псевдочудовища
- Хатифнатты — безликие и безэмоциональные вечные странники, заряжаются электричеством и поклоняются барометру.
- Скалотяпы — Они же Кскаламлипы и Липолапы (в некоторых переводах — Клипдассы) — сверхобщительные маленькие зверьки вроде голов хомяков или собак на ножках, живущие стаями. От избытка чувств иногда могут навредить. Встречены папой Муми-тролля во время странствий, описанных в «Мемуарах Муми-папы».
- Эдвард — дронт, вечно купавшийся в водах, где ходил «Морзской Аркестр». Имеет скверный характер, ругается морским языком (чаще всего на экипаж корабля из книги «Мемуары Муми-папы»).

В появившихся позднее книгах и комиксах также появляются другие персонажи, к примеру, Стинки (фин. Haisuli) — лохматое, дурно пахнущее существо.

## Техника

### Морзской Аркестр
«Морзской Аркестр» — корабль, фигурирующий в книге «Мемуары Муми-папы». Корпус красного цвета с голубой надписью Морзской Аркестр, сделанной Шнырьком. На вершине до шторма — позолоченная луковица. Экипаж:
- Муми-папа — тролль, главный герой книги и прошлое повествователя приключений экипажа корабля. По сути, на корабле он старпом.
- Фредриксон — капитан корабля и лучший друг Муми-папы. Хорошо ладит с техникой, оптимист, очень общителен — умеет найти общий язык даже с привидением.
- Шнырёк — племянник капитана корабля. Шнырь. Довольно несдержан (женился на Зверушке Сос, не подождав друзей), хоть и трусоват, но при этом очень трудолюбив (сам взялся за покраску корабля, правда, некачественную — кривая ватерлиния и искажённое название: вместо «Морской Оркестр» — «Морзской Аркестр»).
- Юксаре — внешне мужской аналог Мюмлы. Очень ленив и не ухожен. На корабле фактически является пассажиром, так как всю работу за него делает остальная троица.

## Книги
1. Маленькие тролли и большое наводнение (Småtrollen och den stora översvämningen) — 1945
2. Муми-тролль и комета (Kometjakten / Kometen kommer) — 1946
3. Шляпа волшебника (Trollkarlens hatt) — 1948
4. Мемуары Муми-папы (Muminpappans bravader / Muminpappans memoarer) — 1950
5. Опасное лето (Farlig midsommar) — 1954
6. Волшебная зима (Trollvinter) — 1957
7. Дитя-невидимка (Det osynliga barnet) — 1962 (сборник рассказов)
8. Муми-папа и море (Pappan och havet) — 1965
9. В конце ноября (Sent i november) — 1970

Многие из книг имеют не одно издание, серьёзно отличаются по сюжету и набору иллюстраций.
В мае 2010 года, в честь 65-летнего юбилея муми-троллей, издательство Zangavar:
1. «Муми-Тролли». Полное собрание комиксов в 5 томах. Том 1 (1954–1959 годы) (Moomin: The Complete Tove Jansson Comic Strip, Volume One (1954-59)) — 2010
2. «Муми-Тролли». Полное собрание комиксов. Том 2. (1954–1959 годы) («Moomin: The Complete Tove Jansson Comic Strip» (Volume 2), Drawn & Quarterly, 2008) — 2011
3. «Муми-Тролли». Полное собрание комиксов. Том 3. (1954–1959 годы) («Moomin: The Complete Tove Jansson Comic Strip» (Volume 3), Drawn & Quarterly, 2008) — 2012
4. «Муми-Тролли». Полное собрание комиксов. Том 4. (1954–1959 годы) («Moomin: The Complete Tove Jansson Comic Strip» (Volume 4), Drawn & Quarterly, 2008) — 2014
5. «Муми-Тролли». Полное собрание комиксов. Том 5. (1954–1959 годы) («Moomin: The Complete Tove Jansson Comic Strip» (Volume 5), Drawn & Quarterly, 2010) — 2017

Ещё при жизни Туве Янссон разрешала другим авторам писать новые книги о Муми-троллях (см. медиафраншиза). В Финляндии и Швеции около десятка авторов пишут книги о приключениях жителей Муми-дола. Наиболее известным и успешным среди писателей, продолжающих описание жизни Муми-троллей, считается Харальд Сонессон, который, подобно Янссон, сам иллюстрирует свои книги.

## Экранизации

### Япония
- Муми-тролли (1969, 65 эп.) (Moomin/Muumin).
- Новые муми-тролли (1972, 52 эп.).
- Приключения муми-троллей (1990, 78 эп., 1991, 26 эп.).

### Польша
- Рассказы о Муми-троллях[пол.] (1977—1982, ПНР, 78 серий по 10 мин.).
- Счастливые дни Муми-троллей[пол.] (1983, 58 мин.).
- Зима в Долине Муми-троллей[пол.] (1986, 60 мин.).

### СССР

#### Муми-тролли(1978)
Кукольная серия ТО «Экран» по мотивам повести «Муми-тролль и комета», 17 — 20 мин. Режиссёры Аида Зябликова (1), Нина Шорина (2, 3).
1. «Муми-тролль и другие»
2. «Муми-тролль и комета»
3. «Муми-тролль и комета: Путь домой»

#### Муми-дол
Мультфильмы студии «Свердловсктелефильм» по мотивам повести «Шляпа волшебника», 15—20 мин. Внешний вид персонажей отличается от классических иллюстраций Туве Янсон. Режиссёр Анатолий Аляшев
1. «Всё дело в шляпе» (1980).
2. «Лето в Муми-доле» (1981).
3. «В Муми-дол приходит осень» (1983).

### Совместное производство
- Комета в Муминленде[англ.] (1992, Япония/Финляндия/Нидерланды, 68 мин.).
- Муми-тролли и опасное лето[фин.] (2008, Финляндия/Польша/Австрия, 70 мин.).
- Муми-тролли и комета[англ.] (2010, Финляндия/Польша/Великобритания, 75 мин.).
- Муми-тролли на Ривьере[англ.] (2014, Финляндия/Франция, 80 мин.).
- Муми-тролли и зимняя сказка[пол.] (2017, Финляндия/Польша, 82 мин.).
- Долина Муми-троллей (2019, Финляндия/Великобритания, анимационный сериал).

### Армения
- Из жизни маленьких троллей (2008, Арменфильм). По мотивам сказки «Последний в мире дракон»[8].

### Диафильмы
- «Муми-тролль и шляпа волшебника (Советский диафильм 1977 года по книге Туве Янссон Шляпа волшебника». Сценарий Н. Шерешевской, иллюстратор Б. Диодоров).
- «Муми-тролль в джунглях (Советский диафильм 1978 года по книге Туве Янссон Шляпа волшебника». Сценарий Н. Шерешевской, иллюстратор Б. Диодоров).

## Прочие адаптации
В 1949 году Вивика Бандлер поставила в Шведском театре спектакль по книге «Муми-тролль и комета». Автором пьесы и декораций стала сама Туве. Премьера состоялась 28 декабря 1949 года. Спектакль стал успешным.
В 2015 году труппой Финского национального балета был поставлен первый в мире балет по произведениям о муми-троллях. Его либретто основано на повести «Муми-тролль и комета». В марте 2015 году на сцене Финской национальной оперы состоялись предпремьерные показы, официальная премьера намечена на 10 мая 2015 года.
В 2023 году финская компания Moomin Characters, владеющая правами на персонажей, прекратила выдачу лицензий на их использование в РФ – из-за санкций и позиции самой компании.

## Медиафраншиза
Авторизованные фигуры большинства персонажей книг о муми-троллях выпускаются финской керамической фабрикой «Арабиа». Фабрика выпускает также посуду с авторскими рисунками-иллюстрациями Туве Янссон — как сервизы, так и отдельные предметы вроде кофейных кружек, а также ёлочные игрушки.
Доходы от реализации продукции, использующей образы муми-троллей, в 2008 году составили такую же часть государственного бюджета Финляндии, что и налоговые отчисления корпорации Nokia. Муми-тролли особенно популярны в Японии, где есть фан-клубы и множество магазинов, торгующих сувенирной продукцией с муми-тематикой.
2010 год отмечался в Финляндии как «Год Муми-тролля» по случаю 65-летия выхода в свет первой книги Туве Янссон. В связи с этим по всей стране проходили выставки, концерты, театрализованные представления, посвященные муми-троллям и Туве Янссон. В России издательство Zangavar начало выпуск полного собрания авторских комиксов Туве Янссон в пяти томах.

### Музеи
- В Наантали открыт тематический парк Страна муми-троллей, функционирующий в летнее время и закрывающийся в сентябре (когда Муми-семейство впадает в спячку).
- В Тампере создан музей «Долина Муми-троллей». Оригинальные иллюстрации, выполненные Туве Янссон, а также трехмерные макеты, являются существенной частью атмосферы музея.
- Экспозиция, посвящённая героям, есть также в детском музее «Юнибаккен» в Стокгольме.